# تريغفه كنودسن
تريغفه كنودسن (بالنرويجية البوكمول: Trygve Knudsen)‏ هو لغوي نرويجي، ولد في 23 يونيو 1897 في تونسبرغ في النرويج، وتوفي في 18 يناير 1968 في أوسلو في النرويج.